# Nadine Denize
Pour les articles homonymes, voir Denize.
Nadine Denize, née le 6 novembre 1943 à Rouen, est une cantatrice mezzo-soprano française de type soprano falcon.

## Biographie
Nadine Denize fait ses études au conservatoire de Rouen, dans la classe de Marie-Louise Christol (ou Cristol), et à dix-huit ans entre au conservatoire de musique à Paris (rue de Madrid) dans la classe de Camille Maurane. Elle obtient un premier prix et est engagée à l'Opéra de Paris. Elle débute dans le rôle de Cassandre dans Les Troyens de Berlioz et Marguerite dans La Damnation de Faust de Berlioz, dans la mise en scène de Maurice Béjart en 1967.
Son répertoire est très étendu, de l'opéra français (Werther, Les Troyens, Béatrice et Bénédict, Pelléas et Mélisande) aux classiques italiens (Don Carlo) et à l'opéra tchèque (Katia Kabanova). Elle est aussi une chanteuse wagnérienne, et a interprété les Wesendonck-Lieder et tenu des rôles dans la Tétralogie, Tannhäuser ou Tristan et Isolde.
Sur scène, elle a collaboré avec de nombreux chefs d'orchestre, en particulier Igor Markevitch, George Sébastian, Claudio Abbado à la Scala, James Levine à Chicago, Ferdinand Leitner ou Daniel Barenboïm. Elle a également réalisé des enregistrements sous la direction d'Herbert von Karajan, Lorin Maazel, Georg Solti, Georges Prêtre, Michel Plasson, Rudolf Kempe, Seiji Ozawa, Gianandrea Gavazzeni ou Jesús López Cobos. 
Sa carrière est internationale, avec des représentations à Santiago du Chili et Buenos Aires. Elle a également participé à de très nombreux festivals européens comme Prague, Aix, Salzbourg, Vérone ou Spolète.

## Discographie
- Mors et vita de Charles Gounod avec l'orchestre du Capitole de Toulouse dirigé par Michel Plasson
- Pelléas et Mélisande de Claude Debussy avec l'Orchestre philharmonique de Berlin dirigé par Herbert von Karajan 1978 EMI